# 今井信俊
今井 信俊（いまい のぶとし）は、甲斐武田家に仕えた武将。使番十二人衆を経て足軽大将衆足軽10人持ちとなる。武田家滅亡後は徳川家康のもとで駿河田中城の城代を務めた。文禄4年（1595年）に74歳で死去。子は今井昌俊（高尾氏が武田勝頼に従って殉じた為、徳川家康より命じられ高尾昌俊と称した）。孫は高尾嘉文で、一時罷免されたが、大坂冬の陣にて戦功を上げて甲州八代郡内の本領を与えられ、以降、高尾氏を称して徳川旗本となる。

## 生涯

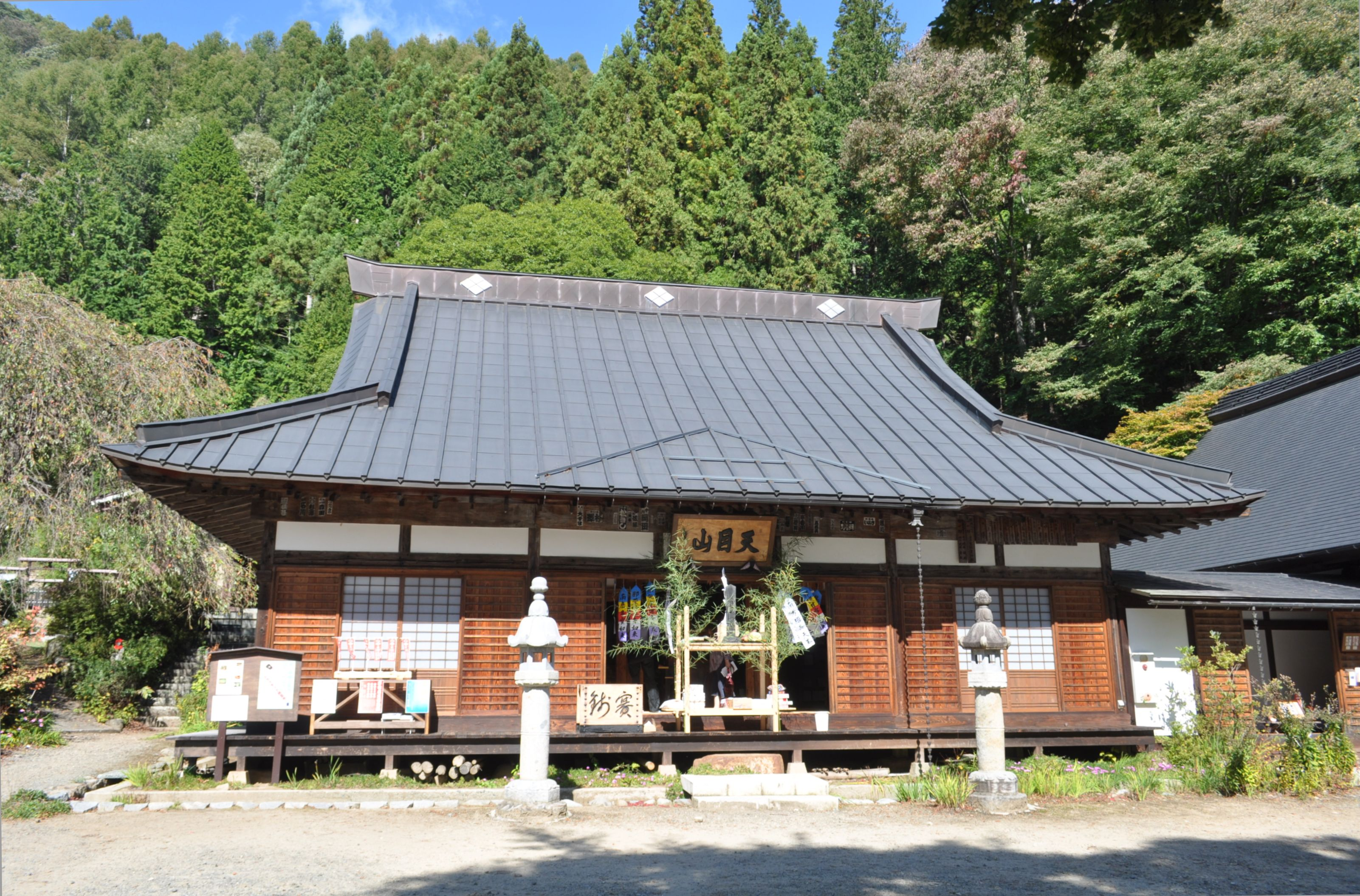
山梨県甲州市大和町木賊にある天目山棲雲寺（2017年10月9日撮影）

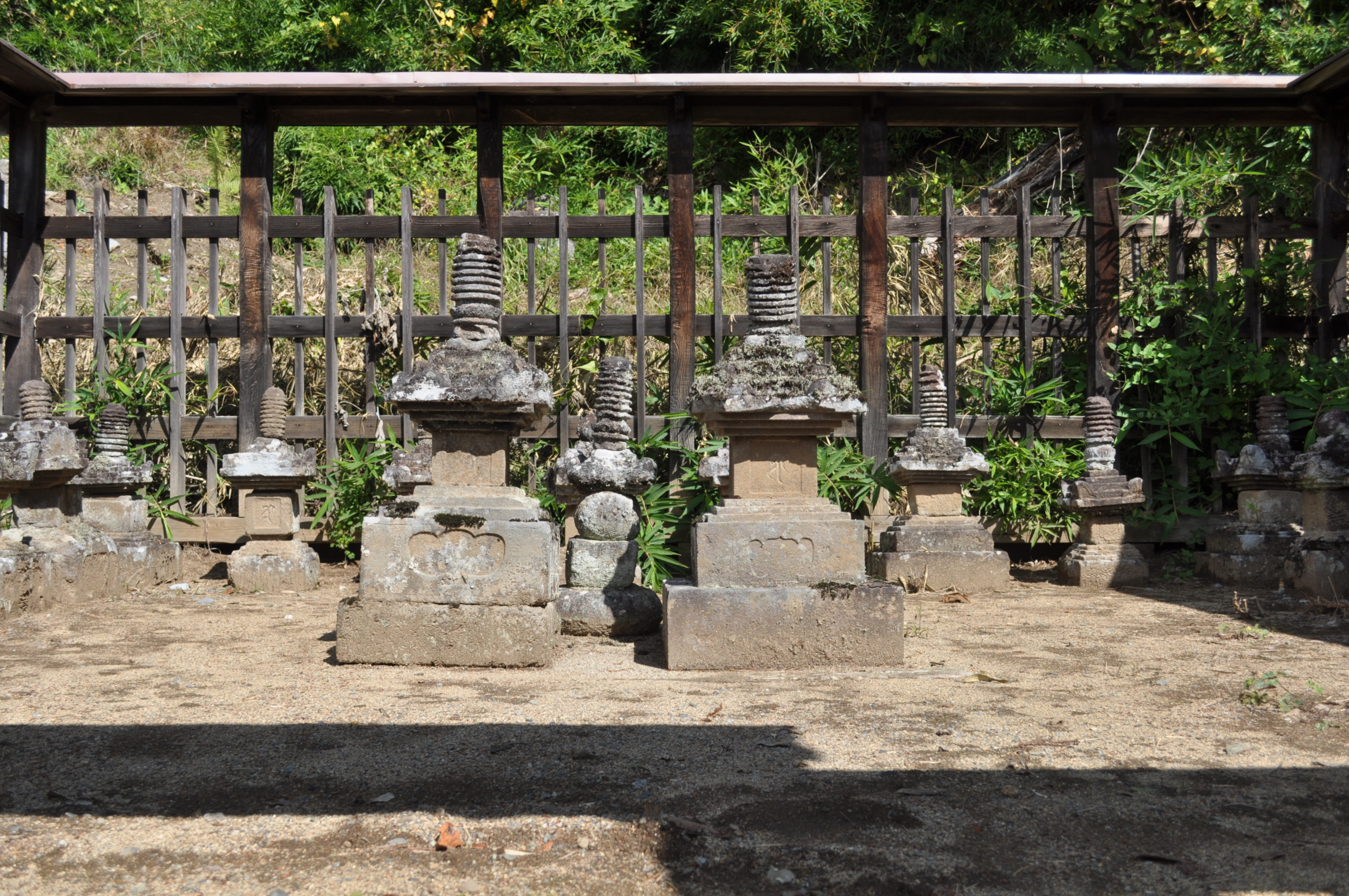
同上、甲斐武田氏第13代当主武田信満の墓（市指定史跡 2017年10月9日撮影）

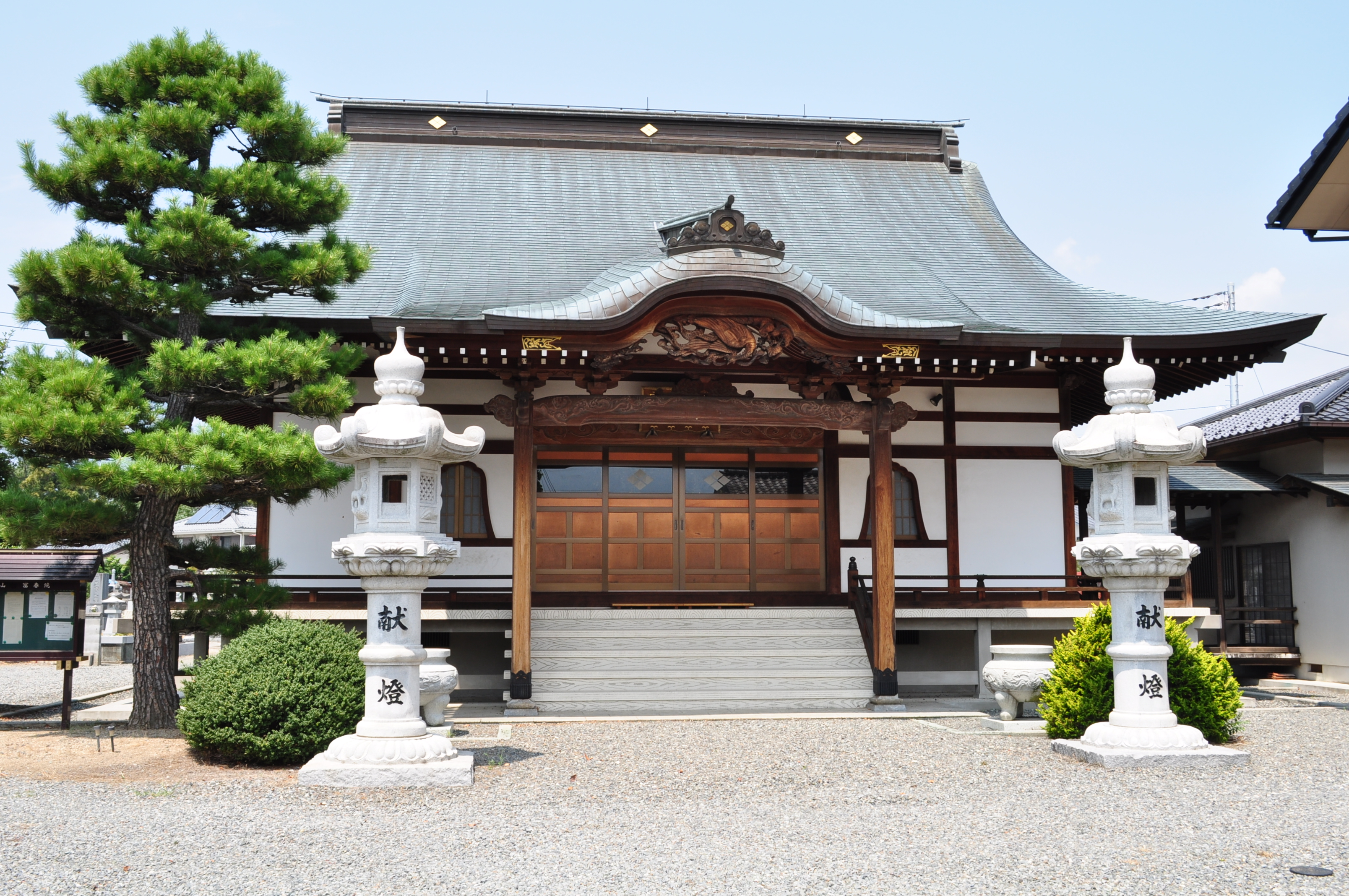
山梨県甲府市上今井町にある大龍山冨春院（2013年8月14日撮影）

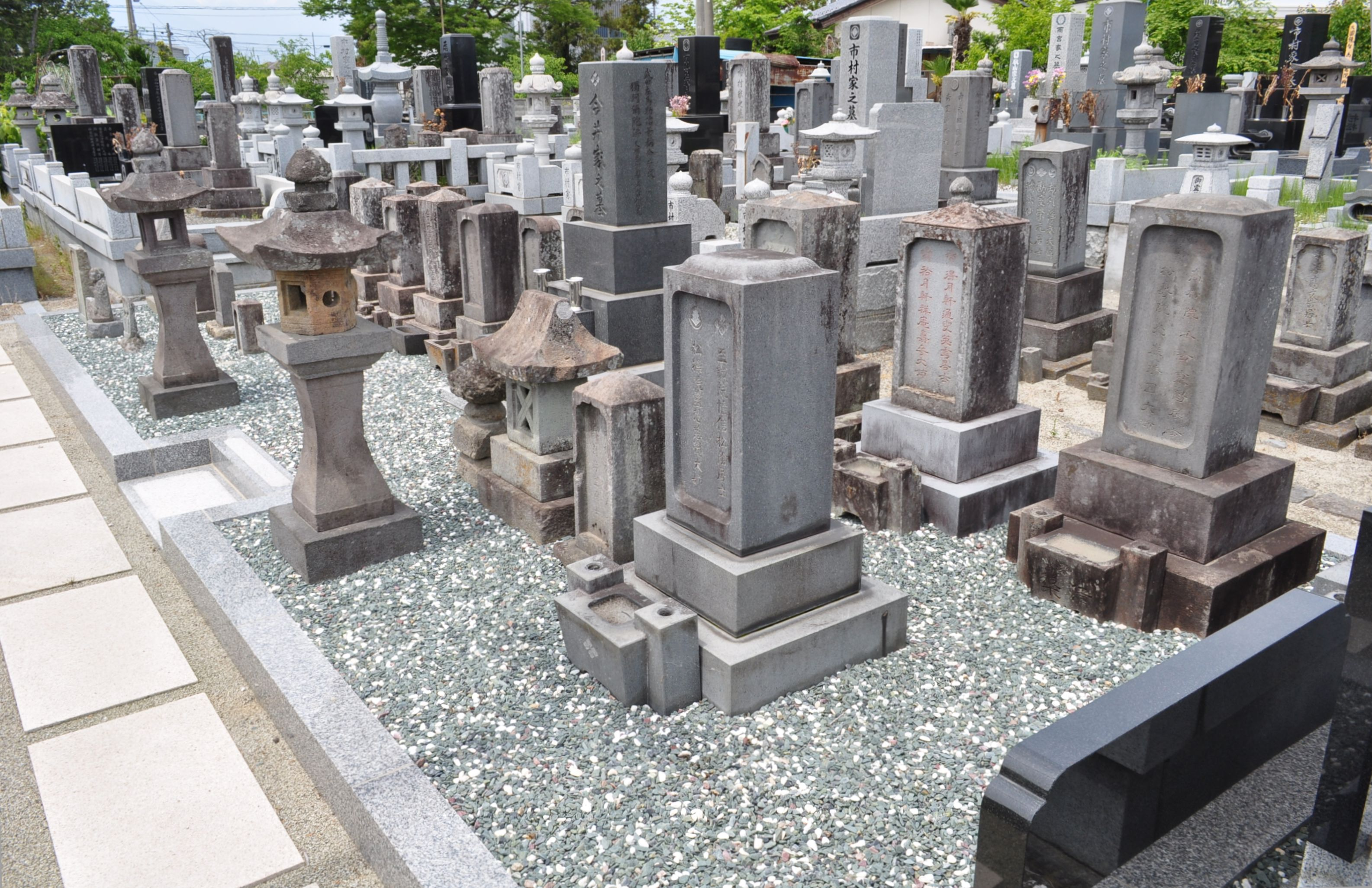
同上、中央今井信景の墓塔と今井家累代の墓塔（2014年5月8日撮影）

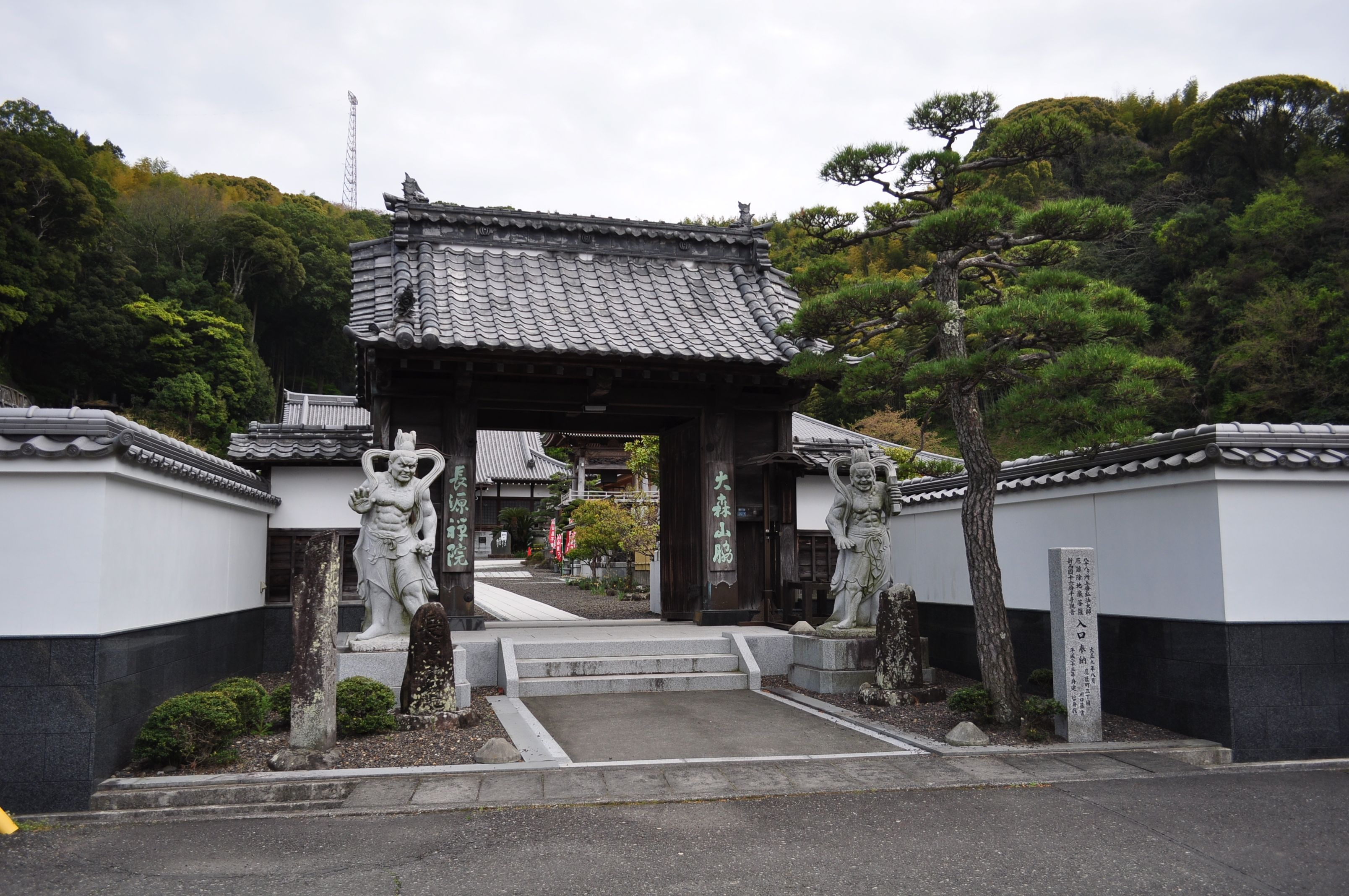
静岡県静岡市葵区沓谷にある大森山長源院（2018年4月5日撮影）

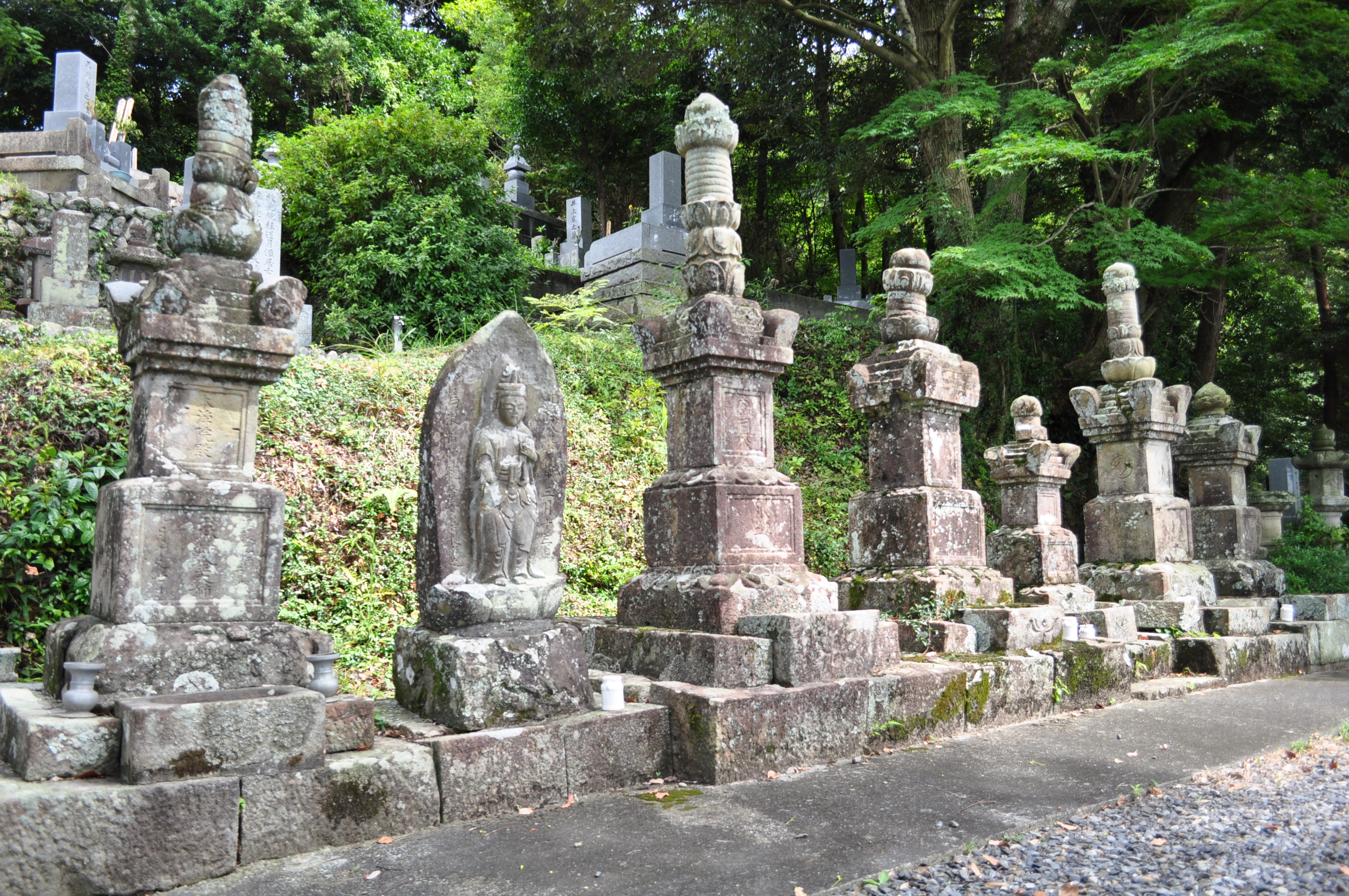
同上、今井家累代の宝篋印塔（2013年8月19日撮影）

甲斐今井氏は、甲斐武田氏第13代当主武田信満の五男であり、甲斐武田氏第14代守護武田信重の弟である武田信景が、甲斐今井氏始祖今井左馬守信景で、山梨県甲府市上今井町に住み地名を氏号としたことに始まる。甲府市上今井町の大龍山冨春院には墓碑と墓誌がある。甲斐今井氏第2代今井今井兵庫助信経、第3代今井兵庫助信慶、第4代今井兵庫助信是の墓誌もある。第5代今井山城守信隣、第6代今井刑部左衛門信昌、第7代九兵衛信俊の墓碑は不明である。
甲斐今井氏第7代今井九兵衛信俊は、甲斐今井氏第6代今井信昌の息子で、武田信虎・武田信玄・武田勝頼の三代に仕え鉄砲大将となり田中城の城代を務め、合戦で数度の高名をあげた。武田氏滅亡後は徳川家康に仕えた。永禄11年（1568年）12月の信玄の駿河侵攻に従軍、永禄13年（1570年）1月の花澤城、徳一色城侵攻にも従い戦功をあげている。元亀元年（1570年）築城された田中城の城番として城代山県昌景らとともに在城した。九兵衛信俊には三子があった。一人は駿河今井家の祖七兵衛門勝澄、一人は惣十郎昌俊、一人は朝比奈昌是の養子となった昌親（寛政譜一）である。信玄没後は武田勝頼に仕えたが、「天目山の戦い」に敗れ、勝頼没後は、徳川家に仕えた。田中城開城後、武田氏の武将は三つの道を選んだ、勝頼と天目山を目指し討死した者、織田信長の追っ手に殺害された者、徳川家に仕えた者である。今井信俊は高尾信俊と名乗り、難を逃れて徳川家に仕えた。高尾姓は息子の昌俊の養子先の姓である。徳川家康は、信長に殺害させないよう婦女子も逃した。
今井信俊の長男甲斐今井氏第8代今井七右衛門勝澄は、武田信玄に仕え、使番十二人の内の一人であった。使番の旗印として、青地に金で画いた百足の絵柄の旗指物を背に指した。天正12年（1584年）3-11月の長久手の戦いの前哨戦・同年4月8日の岩崎城の戦いで討ち死にした。岩崎城は落城したが、徳川・織田軍との戦いで勝利に導いた。愛知県日進市岩崎町の岩崎城址公園の「表忠義碑」には、今井七右衛門勝澄の刻名がある。愛知県長久手市岩作には首塚がある。この戦いのとき、敵八、九人を討ち取るなどの奮戦の末、討ち死にした。「四戦記聞」によると、首実検の模様について、今井勝澄の首を扇の上に厚紙を敷いて載せ、恒興は其の外の首級と共に実験し、「事始めよし」と勇み誇っていたという。また勝澄の子、勘解由左衛門・五郎右衛門・半右衛門・十郎右衛門などは、のち福島正則に仕えた。武田氏滅亡後、徳川家に仕えた信俊は、勝澄をどこに逃がしたかは不明だが、岩崎城主丹羽勘助氏次のもとにいた。勝澄以後、駿河今井家は、勝澄の妻子が尾州古渡に逃れて名主稲村喜助の後妻となり、子どもが成長したあと今井半衛門を名乗ったという。その後、徳川二代将軍秀忠に仕え、元和9年（1623年）に大番頭松平勝政組に取り立てられて扶持二百石を頂いている。寛永9年（1632年）駿府に移り、定番与力として以後、二十代も徳川家に仕えた。駿河今井氏始祖代今井勝澄と第2代半衛門、第3代市兵衛、第4代市兵衛、第5代嘉一郎、第6代松宇、第7代丹下、第8代桂輔、第9代松宇、第10代正意、第11代鎌太郎、第12代桂の位牌と墓碑が静岡県静岡市葵区沓谷の大森山長源院にある。